# Bjørnar Lysfoss Hagesveen
Bjørnar Lysfoss Hagesveen (* 2000) ist ein norwegischer Schauspieler. Er spielt „Lars“, eine der drei Hauptrollen der Fernsehserie Trio. Sein Schauspieldebüt hatte er in dem Film Rafiki – Beste Freunde (Bestevenner).

## Leben
Hagesveen lebt bei seiner Familie in Øyer, die dort in einem stillgelegten Bauernhof wohnt. Hagesveen besuchte in Øyer die Oberschule.

## Filmografie
- 2009: Rafiki – Beste Freunde (Bestevenner)
- 2014–2016: Trio (Fernsehserie, 30 Folgen)
- 2017: Trio – Jagd nach dem heiligen Schrein (Trio - Jakten på Olavsskrinet)